# Carrusel de las Américas
Carrusel de las Américas es una telenovela mexicana de Televisa emitida en 1992, integrante del proyecto Cadena de las Américas conmemorativo de los 500 años del Descubrimiento de América. Fue exhibida vía satélite para toda Latinoamérica en el marco de ese bloque programático.
Independientemente de ello, en XHTV Canal 4 y en El Canal de las Estrellas se transmitió con algunos capítulos de desfase, a las 3:30 de la tarde.
Protagonizada por Gabriela Rivero, con las actuaciones estelares de Irán Eory, Ricardo Blume, Saby Kamalich, Alma Delfina y Marisol Santacruz en su debut en las telenovelas, fue producida por Valentín Pimstein teniendo como productora asociada a su hija Verónica Pimstein, e interviniendo en algunos aspectos de producción como coordinadora del tema musical su hija mayor Viviana Pimstein. Es una secuela de la telenovela Carrusel de 1989 y un spin off de La pícara soñadora de 1991, ambas del mismo productor.

## Trama
"Pollito" Rochild y "Nena" Martínez, los simpáticos niños pertenecientes a la telenovela La pícara soñadora, ingresan a la Escuela Mundial en el transcurso de la trama de dicha telenovela, y se convierten en alumnos de la recordada y entrañable Maestra Ximena, la protagonista de Carrusel.
En esta secuela, la Escuela Mundial ha sido rebautizada como Escuela de las Américas. Además de Pollito y Nena, la Maestra Ximena es una madre y ahora tiene en su clase a niños cuyas personalidades son similares a las de los niños mostrados en la primera versión de 1989 (aunque sus nombres y actores sean todos distintos).
Los nuevos alumnos comparten nuevas alegrías con su Maestra Ximena, quien tiene que ayudarles otra vez a resolver problemas familiares y personales. Doña Marcelina Rochild, la tierna abuelita de "Pollito" Rochild, también ayuda y aconseja a todos los niños. Además está Don Pedro Huamán, el simpático portero de la escuela que también cuida de los niños, y quien vive con su querida mujer Rosa.
Entre los niños está el dulce negrito Martín Parra que es despreciado por su compañera rica Ana Lucrecia De Las Casas y Palacios, quien a su vez es pretendida por el niño altanero Reynaldo Rico, y la niña gordita y romántica Carola Rueda que sueña con su príncipe azul, así como el bromista Felipe Travieso, su cómplice el japonesito Murakami, y su hermana Ernestina Travieso, además de Enrique Fideo, el niño gordito.
En esta segunda parte se planeó que los niños televidentes aprendieran algo de historia y geografía ya que el tema principal de las clases es el aniversario número 500 del Descubrimiento de América, por lo cual la telenovela se convirtió en una historia didáctica para todos los niños.
El salón donde se dictan las clases es el mismo de 1989, pero sufrió una transformación radical: la pizarra de madera fue sustituida por una electrónica (en la que también se podía escribir con un marcador especial), mientras que cada alumno tenía en su lugar una computadora con la cual podía "interactuar" durante el desarrollo de la misma.

## Elenco
Los niños
- Luis Guillermo Martell - Julio "Pollito" Rochild
- Marisol Centeno - Agustina "Nena" Martínez
- Daniel Edid Bracamontes - Jacobo Bernstein
- Giuliana Rivero - Ana Lucrecia de las Casas y Palacios
- Romina Prieto - Flor Alegría
- Kalimba Marichal - Martín Parra
- Rafael Bazán - Felipe Travieso
- Francis Recinas - Ernestina Travieso
- Juan Cid - Enrique Fideo
- Janet Pineda - Dulce Castillo
- Toshi Hazama - Hikaru Murakami
- Alejandra Ley - Carola Rueda
- Erik Sánchez - Jesús "Chucho" Pérez
- Fernando Lavín - Reynaldo Rico
- Tamara Shanath - "Sam"
- Valentina Garibay
- Francisco Huerdo Luis "Luisito" García
- Frangueny
- Óscar Vallejo - "Juan de la Vega"

Los adultos
- Gabriela Rivero - Maestra Ximena Fernández
- Ricardo Blume - Don Pedro Huamán
- Saby Kamalich - Rosa de Huamán
- Irán Eory - Doña Marcelina Ruvalcaba vda. de Rochild
- Jacqueline Moguel - Carmen
- Alma Delfina - Maestra Lupita
- Marisol Santacruz - Alejandra Palacios de De las Casas
- Wolf Ruvinsky - Don Mariano
- Alejandro Aragón
- Juan Carlos Serrán - Nicandro Fideo
- Germán Bernal - Doctor Fernando De las Casas
- Selena
- Guadalupe Bolaños
- Juan Carlos Bonet
- Óscar Bonfiglio - Heriberto
- Socorro Bonilla - Renata
- Rosángela Balbó - Bertha
- Rafael del Villar - Gustavo Rico
- Lolita Cortés
- Carlos Espejel
- Erika Buenfil
- Rebecca de Alba
- Octavio Galindo - Marcial
- Leticia Perdigón - Irene
- Edgardo Gazcón - Félix
- Elvira Monsell - Bernarda
- René Muñoz - Álvaro Parra
- Carlos Bonavides - Anselmo
- Armando Palomo - José Zamora
- Diana Golden
- Raquel Pankowsky - Maestra Matilde Mateuche
- Salvador Sánchez
- Gilda Méndez - Caridad
- Jorge Pascual Rubio - Domingo
- Laura Sotelo
- Jorge Miyamoto
- Alessandra Rosaldo
- Margarita Isabel
- María Marcucci
- Brenda María
- Mauricio Islas - Sebastián
- Stephanie Salas - Antonia
- Patricia Eguía
- Elías Rubio
- Raúl Askenazi
- Gloria Izaguirre
- Renata Flores - Srta. Directora Martirio Solís
- María Luisa Kimura
- Mariana Garza - Consuelo
- Sara Montes
- Roberto Mateos
- Jonathan Axel Ruiz Peña
- Frances Ondiviela - Sofía
- Claudio Báez - Federico
- Aurora Molina - Tía Rufina
- Janet Ruiz - Maestra Susana
- Ana María Aguirre

## Equipo de producción
- Original de: Abel Santa Cruz
- Libreto: Carlos Romero
- Adaptación: Jorge Núñez
- Versión: Valeria Phillips
- Edición literaria: Dolores Ortega
- Coordinación literaria: María de Jesús Arellano
- Cápsulas históricas: Fernando García, Aurelio Asiain
- Productor de cápsulas históricas: Daniel Lasky Marcovich
- Coproducción de cápsulas históricas: Frencisco López Torres
- Tema musical: Carrusel de las Américas
- Letra y diseño de entrada: Viviana Pimstein
- Música original: Paco Navarrete
- Escenografía y ambientación: Juan Rodríguez, Rosalba Santoyo
- Editor: Adrián Frutos Maza
- Jefe de producción en foro: Izamary Mendoza
- Directora de escena en locación: Dina de Marco
- Coordinador de producción: Nicandro Díaz González
- Director de cámaras en locación: Noé Alcántara
- Director de cámaras en foro: Gabriel Vázquez Bulman
- Dirección de escena: Raquel Parot
- Productora asociada: Verónica Pimstein
- Productor: Valentín Pimstein

## Versiones
- Carrusel de las Américas es la secuela de la telenovela Carrusel producida por Televisa en 1989 de la mano de Valentín Pimstein y protagonizada por Gabriela Rivero y Augusto Benedico.
- ¡Vivan los niños!, versión producida por Televisa en 2002 por Nicandro Díaz González y protagonizada por Andrea Legarreta y Eduardo Capetillo.

## Premios y nominaciones

### Premios TVyNovelas 1993
| Categoría                | Nominado               | Resultado |
| ------------------------ | ---------------------- | --------- |
| Mejor actuación infantil | Luis Guillermo Martell | Nominado  |

- Datos: Q8341392